# Шилова, Мария Ивановна
Мари́я Ива́новна Ши́лова (12 мая 1933, Дзержинский район, Восточно-Сибирский край — 22 июня 2015, Красноярск) — советский и российский педагог, доктор педагогических наук (1986), профессор, член-корреспондент Российской академии образования (1996).

## Биография
Мария Ивановна Шилова родилась 12 мая 1933 года в деревне Нижний Тынох Дзержинского района (ныне — Красноярского края).
После окончания в 1955 году исторического факультета Красноярского государственного педагогического института работала в сельской школе.
В 1961—1964 годах обучалась в аспирантуре при кафедре педагогики Красноярского государственного педагогического института. В 1967 году защитила кандидатскую, а в 1986 году — докторскую диссертацию по педагогике.
В 1987 году было присвоено учёное звание профессора.
С 1976 года в течение 25 лет заведовала кафедрой педагогики Красноярского государственного педагогического института, с 2001 года — профессор этой же кафедры.
С 1996 года — член-корреспондент Российской академии образования.

### Научная деятельность
Согласно библиографическому указателю, изданному в 2013 году, М. И. Шилова является автором 143 научных публикаций, под её руководством защищено 55 кандидатских и 4 докторских диссертации.
Была ответственным редактором значительного количества научных сборников по педагогике. Наиболее известный из них — коллективная многотомная монография «Сибирский характер как ценность». На начало 2014 года издано четыре тома этого труда.

### Основные труды
- Шилова М. И. Изучение воспитанности школьников. — М.: Педагогика, 1982.- 103 с.
- Шилова М. И. Учителю о воспитанности школьников. — М.: Педагогика, 1990. — 144 с.
- Шилова М. И. Социализация и воспитание личности школьника в педагогическом процессе : учебное пособие / М. И. Шилова ; М-во общ. и проф. образования РФ, Сиб. отд-ние Рос. акад. образования, Краснояр. гос. пед. ун-т. — Красноярск : КГПУ, 1998. — 193, [1] с.
- Шилова М. И. Социализация и воспитание личности школьника в педагогическом процессе : учебное пособие : [для студентов вузов, обучающихся по педагогическим специальностям] / М. И. Шилова ; М-во образования Рос. Федерации, Рос. акад. наук, Сиб. отд-ние, Краснояр. гос. пед. ун-т. — 2-е издание, переработанное и дополненное. — Красноярск : КГПУ, 2002. — 214, [2] с.
- Шилова М. И. Теория и методика воспитания: традиции и новации : избранные педагогические труды / М. И. Шилова ; Рос. акад. образования, Сиб. отд-ние, Краснояр. гос. пед. ун-т. — Красноярск : Универс, 2003. — 710, [2] с., 1 л. портр.
- Шилова М. И. Содержание работы семейного социального педагога по обеспечению успешной социализации детей с ограниченными возможностями здоровья, находящихся на индивидуальном обучении : (из опыта работы оздоровительного образовательного учреждения : санаторно-лесной школы № 180) / М. И. Шилова, Т. Н. Пасечкина ; Муниц. оздоров. образов. учреждение Санаторно-лесная шк. № 180. — Железногорск : [б. и.], 2004 (Красноярск). — 112 с.
- Шилова М. И. Воспитание и самовоспитание нравственных деятельно-волевых черт характера подростков : учебное пособие для студентов педагогических учебных заведений, учителей и воспитателей общеобразовательных школ и школ-интернатов / М. И. Шилова, Н. Ф. Яковлева ; Федерал. агентство по образованию, ГОУ ВПО «Краснояр. гос. пед. ун-т им. В. П. Астафьева». — Красноярск: КГПУ, 2004. — 258, [2] с.
- Шилова М. И. Становление характера будущего учителя: учебно-методическое пособие / КГПУ им. В. П. Астафьева.-Красноярск, 2011. В соавт. с И. С. Криштофик.

### Общественная деятельность
В 1976—1991 годах возглавляла Красноярское педагогическое общество.

### Награды
Награждена нагрудными знаками «Отличник народного просвещения» (1977) и «За отличные успехи в работе» (1982), медалью «За трудовое отличие» (1983), медалью К. Д. Ушинского (1995).
Заслуженный работник высшей школы Российской Федерации (2009).
В 1993 году награждена нагрудным знаком «Почётный профессор КГПУ».